# Naassen
Naassen (àrab: نعسان, Naʿsān) és un dels suburbis del sud de la ciutat de Tunis, tot i que administrativament forma part de la governació de Ben Arous. La municipalitat té 28.151 habitants el 2017.

## Economia
La municipalitat inclou la zona industrial de Chebeda, on hi destaca la indústria del vidre i de la porcellana xinesa, així com de productes sanitaris.
Compta amb un estació de tren des de principis del segle xx.
Va ser coneguda per la producció de vi i la producció de raïm.

## Administració
Constitueix la municipalitat o baladiyya homónima, amb codi geogràfic 13 23 (ISO 3166-2:TN-12), des que el 26 de maig de 2016 es va separar de la municipalitat de M'Hamdia-Fouchana pel Decret governamental núm. 2016-600.
També forma part de la delegació o mutamadiyya de Fouchana, amb codi geogràfic 13 60 (ISO 3166-2:TN-12), de la qual inclou tres dels seus set sectors o imades:
- Nâassen (13 61 55)
- Chebeda (13 61 56)
- Douar ElHouch (13 61 57)